# 新日本プロレスリング闘魂烈伝
新日本プロレスリング 闘魂烈伝（しんにほんプロレスリング とうこんれつでん）は、ユークス製作、TOMY発売の新日本プロレスを題材としたプロレスゲームである。3作目まではプレイステーションで、4作目はドリームキャストでリリースされた。その後、シリーズ最後となるアドバンス版がゲームボーイアドバンスで発売されている。本項ではシリーズの概要および各作品について説明する。

## 概要
3Dポリゴンスタイルのプロレスゲーム。当時のプロレスゲームにおいては技の掛け方が、ボタン連打かボタンのタイミング押しが主流であったが、このシリーズについては「極技（関節）」「打撃」「組技」をジャンケンの要素で3すくみとし、アクション性を重視した点が特徴である。
その他の要素としては、実際の選手のフィニッシュパターンに準じた技を繋げることで威力が増す「クリティカルコンボ」、特定の間攻撃を受け続けることで発奮してパワーアップする「闘魂ラッシュ」モードなどがある。また、各作品毎に特定のコマンド入力やゲーム内のモードをクリアすることによって、隠しキャラクターが使用できる（下記、登場レスラー紹介項目にて※印が記載されているレスラーが該当）。
この成功でユーザーからの信頼を得たユークスは、ファイヤープロレスリングシリーズと並ぶプロレスゲームを代表するメーカーとなり、エキサイティングプロレスシリーズの成功に繋がった。最終的には一時期新日本プロレスの経営権も掌握することになる。

### 闘魂烈伝
1995年9月29日発売。シングルマッチのみの対応。
登場レスラーは下記の通り。
- 金本浩二
- グレート・ムタ（※）
- 越中詩郎
- 佐々木健介
- 獣神サンダー・ライガー
- スコット・ノートン
- タイガー服部（※）
- 田中秀和（※）
- 長州力
- 蝶野正洋
- 天山広吉
- 橋本真也
- 馳浩
- パワー・ウォリアー（※）
- 藤波辰爾
- 武藤敬司

### 闘魂烈伝2
1996年12月20日発売。前作からの相違点は下記の通り。
- タッグマッチおよびバトルロイヤル（4人参加）の追加。
- 試合中、繰り出した技の名称が表示されるようになった。
- ダッシュ時の攻撃は前作は打撃のみだったが、今作から組技と極技もダッシュ時の攻撃に追加された。両足タックルやフェイスクラッシャー、回転エビ固めなどが該当。
- 試合中のレスラーの疲労状態が前作の「通常」「グロッキー」から「通常」「Sグロッキー」「Lグロッキー」に変更。これにより状態に応じて技が変化し、総じて各レスラーが使用できる技が増加。
- 「フォール」「ギブアップ」に加え、強烈な打撃技を受けた際に「KO」で試合が決着するようになった。KOの発生有無はオプションで設定できる。
- 特定の手順でソフトを起動すると秒間60フレームで動作するモードでプレイできるようになる（通常は秒間30フレーム）。ただしシングルマッチのみの対応で、客席部分は真っ黒の状態（描画なし）になる。

登場レスラーは下記の通り。前作から大幅に増加しているが、前作に登場していたノートンは削除されている。また、当時新日を退団・全日に入団する前だった馳については隠しキャラクターとして登場する。
- アントニオ猪木
- アントニオ猪木（全盛期Version）（※）
- エル・サムライ
- 大谷晋二郎
- 金本浩二
- グレート・ムタ
- 越中詩郎
- 小島聡
- 坂口征二（※）
- 佐々木健介
- 獣神サンダー・ライガー
- 獣神サンダー・ライガー（対ヘビー級Version）（※）
- タイガー服部（※）
- タイガーマスク（初代）（※）
- 田中秀和（※）
- 長州力
- 蝶野正洋
- 天山広吉
- 西村修
- 橋本真也
- 馳浩（※）
- パワー・ウォリアー
- 藤波辰爾
- ペガサス・キッド（※）
- 武藤敬司
- ワイルド・ペガサス

### 闘魂烈伝3
1998年3月26日発売。発売が猪木引退試合の直前だったこともあり、初回版は「猪木引退記念限定版」と銘打たれていた。タイトル画面の表示に相違が存在する程度で、ゲーム内容そのものは通常版と変わらない。アーケード版も登場している。
その他、2からの相違点は下記の通り。
- 入場シーンが追加。ただし、入場時の衣装の表現は省略されている。（なお、猪木のみ入場時とコール時に赤の闘魂タオルを着用している）また、当時新日の選手テーマ曲の多くを権利保有していたウッドベルレーベルの曲については、実際の会場使用入場曲が流れるようになっている。
- 前作で試験的に採用された秒間60フレームモードが正式採用。ただしシングルマッチ時のみ。
- コーナー串刺し攻撃や場外ダイブ攻撃が×ボタン1つで発動するように改良された。
- 技のモーション中に特定のボタンを押下することで連携技の発動が可能になった。フライングメイヤーからのストンピングや、側転エルボーからのフェイスクラッシャーなどが該当。
- レスラーエディット機能の追加。
  - エディット時の技の割り振りについては、各々の技に設定されたフレーム数の合計が特定値を超えない範囲内での制限が設けられていた。

登場レスラーは下記の通り。ノートンが復活した他、木戸などの中堅選手や当時新日でデビューしていた小川やコーチ役の佐山の新キャラクターであるタイガーキング、藤原やサスケなど、多岐に渡る顔触れとなっているが、前2作で登場したタイガー服部・田中秀和の両名は登場していない。馳も全日入団後であったため登場していないが、使用技についてはエディットの技一覧に残されている。また、ライガーは本作では3タイプが登場する。
- アントニオ猪木
- アントニオ猪木（ストロング）
- エル・サムライ
- 大谷晋二郎
- 小川直也
- 金本浩二
- 木戸修
- 木村健悟
- グレート・ムタ
- ケンドー・カシン
- 越中詩郎
- 小島聡
- 坂口征二
- ザ・グレート・サスケ
- 佐々木健介
- 獣神サンダー・ライガー
- バトルライガー
- 狂神ライガー（※）
- 新崎人生
- 平田淳嗣
- スーパー・ストロング・マシン（※）
- スコット・スタイナー
- スコット・ノートン
- スペル・デルフィン
- タイガーキング
- タイガーマスク（※）
- 高岩竜一
- 長州力
- 蝶野正洋
- 蝶野正洋（ベビーフェイスVersion）（※）
- 天山広吉
- 中西学
- 西村修
- 橋本真也
- パワー・ウォリアー
- 平田淳嗣
- 藤波辰爾
- 藤原喜明
- ブラック・タイガー
- 武藤敬司（本作よりnWoジャパン所属）
- 安田忠夫
- 山崎一夫
- リック・スタイナー
- ワイルド・ペガサス

### 闘魂烈伝4
1999年9月2日発売。前述の通りドリームキャストでリリースされた他、アーケード版も登場しロングヒットになった。グラフィックが大幅に向上し、タッグマッチやバトルロイヤル時にも秒間60フレームで動作するようになっている。ドリームキャストの通信機能を活かした通信対戦モードも搭載していた（自分で動かすのではなく、エディットレスラーのCPUロジックによる自動対戦）。
また、「選手名鑑」と題して、隠しキャラクターも含めた全選手に加え、当時の新日ジュニア部門のイメージガール「ブレイクバニー」の3人（小池祥絵・遠藤のぞみ・伊藤博子）のコメントが映像付きで収録されている。ただしグレート・ムタは試合時の映像が流れるのみでコメントは無い。
その他、3からの相違点は下記の通り。
- レスラーの疲労状態において「Sグロッキー」「Lグロッキー」の間に「Mグロッキー」が追加された。使用できる技の総数も増加している。
- 打撃だけでなく強烈な投げ技によってもKOが発生するようになった。
- 場外の客席に向けて方向キー＋Xボタンを押下するとパイプ椅子を装備し、椅子攻撃が出来る。椅子は攻撃を受けると自動的に消滅するが、何度でも装備可能になっている。
- 入場シーンにおいて、選手が実際に着用するガウンやジャンパーなどの入場時用の衣装が再現されるようになった。（選手によっては入場時の衣装がない場合もある）
- エディット時の技装備におけるフレーム数合計による制限の解除。これにより、疲労状態による使用技の制限はあるものの、自由度の高い技選択が可能になっている。また、技選択画面でXボタンを押下すると、選択中の技のモーション動画が流れるようになった。
  - エディットの技一覧には本作登場レスラーが使用する技以外の物も多く収録されており、中には「垂直落下式タイガードライバー（タイガードライバー'91）」や「変形エクスプロイダー（リストクラッチ式エクスプロイダー）」など、当時の全日本プロレス選手のフィニッシュ技も含まれている。

登場レスラーは下記の通り。前作と比べると入れ替わりが激しく（特に外国人）、使用可能キャラクター数は僅かながら前作よりも減少している。
- AKIRA
- アントニオ猪木（※）
- 飯塚高史
- エル・サムライ
- 大谷晋二郎
- 大仁田厚
- 小川直也
- 小原道由
- 金本浩二
- 木戸修
- 木村健悟
- グレート・ムタ
- ケンドー・カシン
- 越中詩郎
- 小島聡
- 後藤達俊
- 坂口征二（※）
- ザ・グレート・サスケ
- 佐々木健介
- SASUKE（※）
- 獣神サンダー・ライガー
- タイガー服部（※）
- 高岩竜一
- 田中秀和（※）
- 長州力（※）
- 蝶野正洋
- 天山広吉
- 天龍源一郎
- ドクトル・ワグナー・ジュニア
- ドラゴン・キッド
- ドン・フライ
- 永田裕志
- 中西学
- 橋本真也
- パワー・ウォリアー
- 平田淳嗣
- ヒロ斎藤
- 藤波辰爾
- マサ斎藤（※）
- 武藤敬司
- 安田忠夫
- 山崎一夫

### 闘魂烈伝アドバンス
2002年3月29日発売。対応機種はゲームボーイアドバンス。